# Robert Lenduay

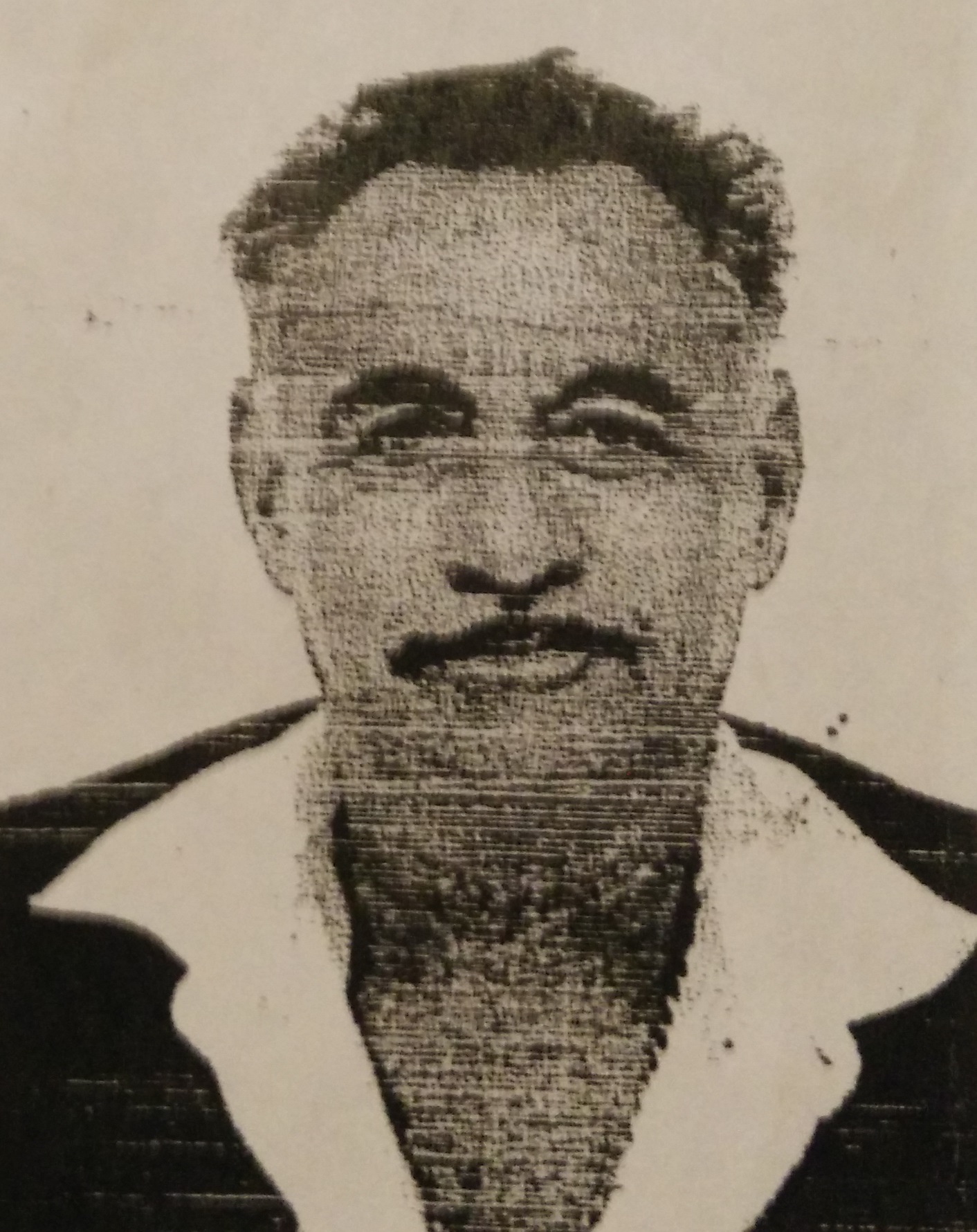
Foto de carnet 1982, llegada a Cataluña.

Robert Lendvay (nacido en 1934) es un artista impresionista y cosmopolita. Es conocido por sus obras abstractas.
Laborioso y prolífico, pintó más de mil obras, presentes en colecciones de toda Europa.

## Reseña biográfica

### Infancia
Robert nació el 8 de mayo de 1934 en Budapest, capital de Hungría. Con 6 años observaba desde su ventana los carros de caballos e intentaba reproducir el animal en tela sobre madera. Con 14 años tuvo sus primeras ganancias restaurando cuadros es la primera vez que le dejaron un "encargo por confianza", que es como se llamaba a dejar un cuadro para restaurar.
En los años 50, cuando él tenía 27, se exilío a Italia junto con su familia donde abrieron una tienda de antigüedades. Él se pasaba los días visitando museos en Roma donde se dejaba impresionar por los grades artistas.

### Primeros trabajos
A los 28 años se le concedío una beca para la Academia de Bellas Artes de Roma donde estuvo durante 6 años. Allí finalizó sus estudios y empezó a progresar y a hacerse un nombre como pintor. Su obra "Sexta dimensión" se vende por 6.000$ de la época en Dinamarca, hecho que le abre las puertas para que una galería de Estados Unidos le invitara a Florida.

### Etapa segunda
Durante 4 años solamente trabajaría por encargo y es en la época de los 80 cuando llega a Cataluña para exponer sus obras en el Hotel Meliá de Barcelona. Es en esta época cuando Fernando Esteso le escribió una carta felicitándolo por su buen hacer.

## Obra
- Sexta dimensión (Abstracto, Italia, 1971)
- Mujer con saco y niño (Impresionista, Florida, 1976)
- Nueve tiempos (Abstracto, España, 1991)
- Barcelona olímpica (Abstracto, España, 1992)
- Siempre en vela (Abstracto, España, 1996)
- Lluvia sobre tablero (Abstracto, España, 2002)